# Castello di Segalara
Das Castello di Segalara war eine mittelalterliche Verteidigungsfestung an der Grenze zum heutigen regionalen Naturpark Boschi di Carrega in der Nähe von Talignano, einem Ortsteil von Sala Baganza in der italienischen Region Emilia-Romagna. Die Burg lag in dominanter Lage auf einem Hügel in 260 Meter Seehöhe und von ihr aus waren die Täler der Scodogna und des mittleren Taro zu überwachen. Heute ist das Gebäude eine Villa, die in mehrere Wohnungen aufgeteilt ist.

## Geschichte

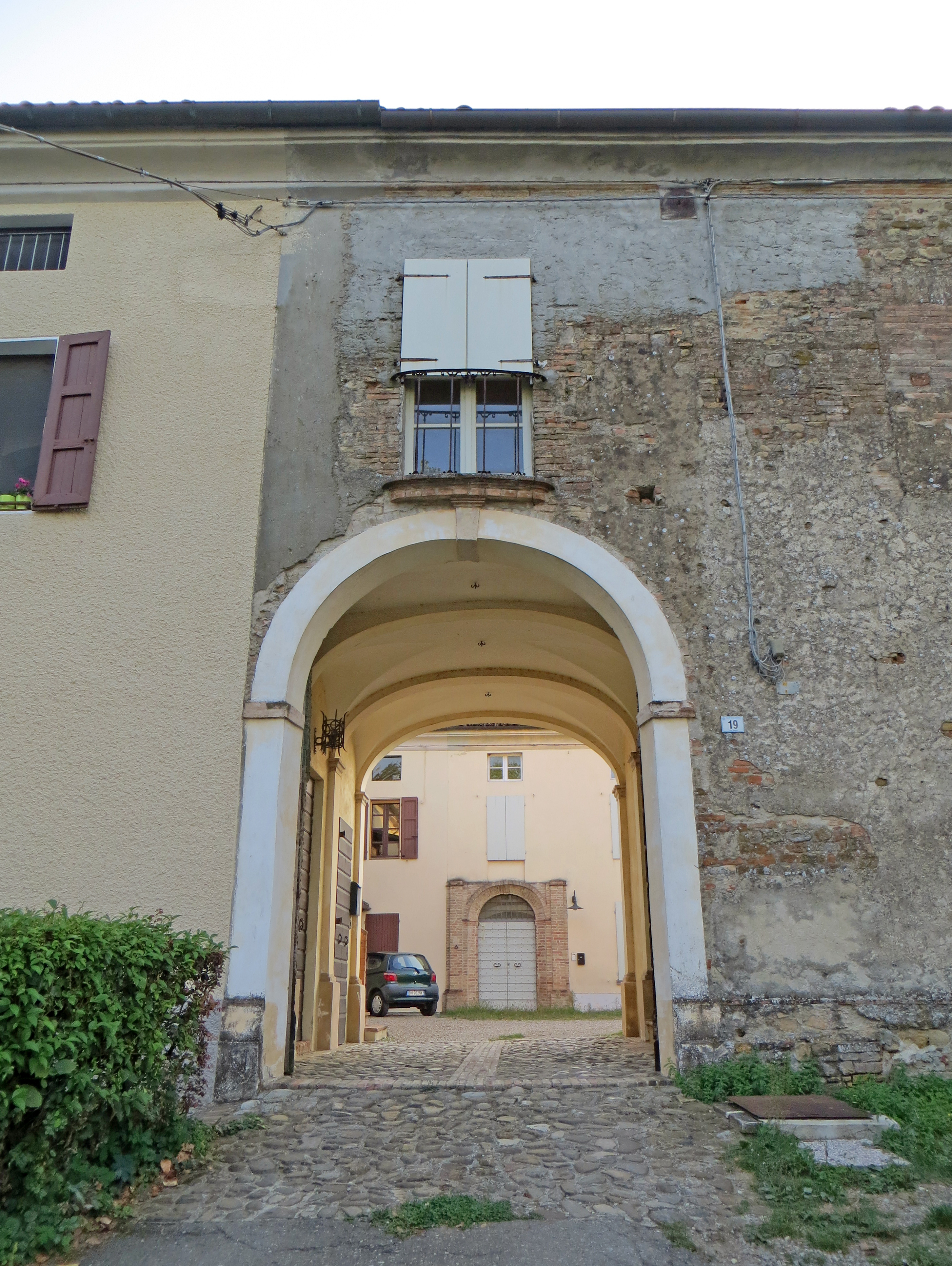
Eingang zum Hof

Die erste urkundliche Erwähnung der Burg fällt mit der des Dorfes Segalara zusammen, einer Wohnsiedlung ältesten Ursprungs.
Die erste Erwähnung einer Burg oder Festung stammt aus dem Jahr 1141, als ihr Territorium zwischen verschiedenen Familien umstritten war, darunter den Sanvitales, und das Dorf mit einer Verteidigungsstruktur namens „Torre di San Lorenzo“ ausgestattet schien.
Die Burg fiel später, irgendwann im 13. Jahrhundert, an die Rossis. Als Giberto da Correggio 1303 die Stadt Parma einnahm, flüchteten sie sich auf diese Burg, um dort Männer und Mittel für eine Gegenoffensive zu konzentrieren.
Aber der Versuch der Rossis ging nicht gut aus: Die Burg wurde von den Truppen Giberto da Correggios 1305 gestürmt und schwer beschädigt.
Nach der Vertreibung Da Correggios aus Parma 1316 gelangten die Rossis wieder in Besitz der Burg und ließen sie wieder aufbauen und verstärken. Die Burg erlebte, wenn auch in bescheidenen Dimensionen, ihre größte Glanzzeit im 15. Jahrhundert, sodass Pier Maria II. de’ Rossi Bendetto Bembo in der Camera d’Oro des Castello di Torrechiara fragte.

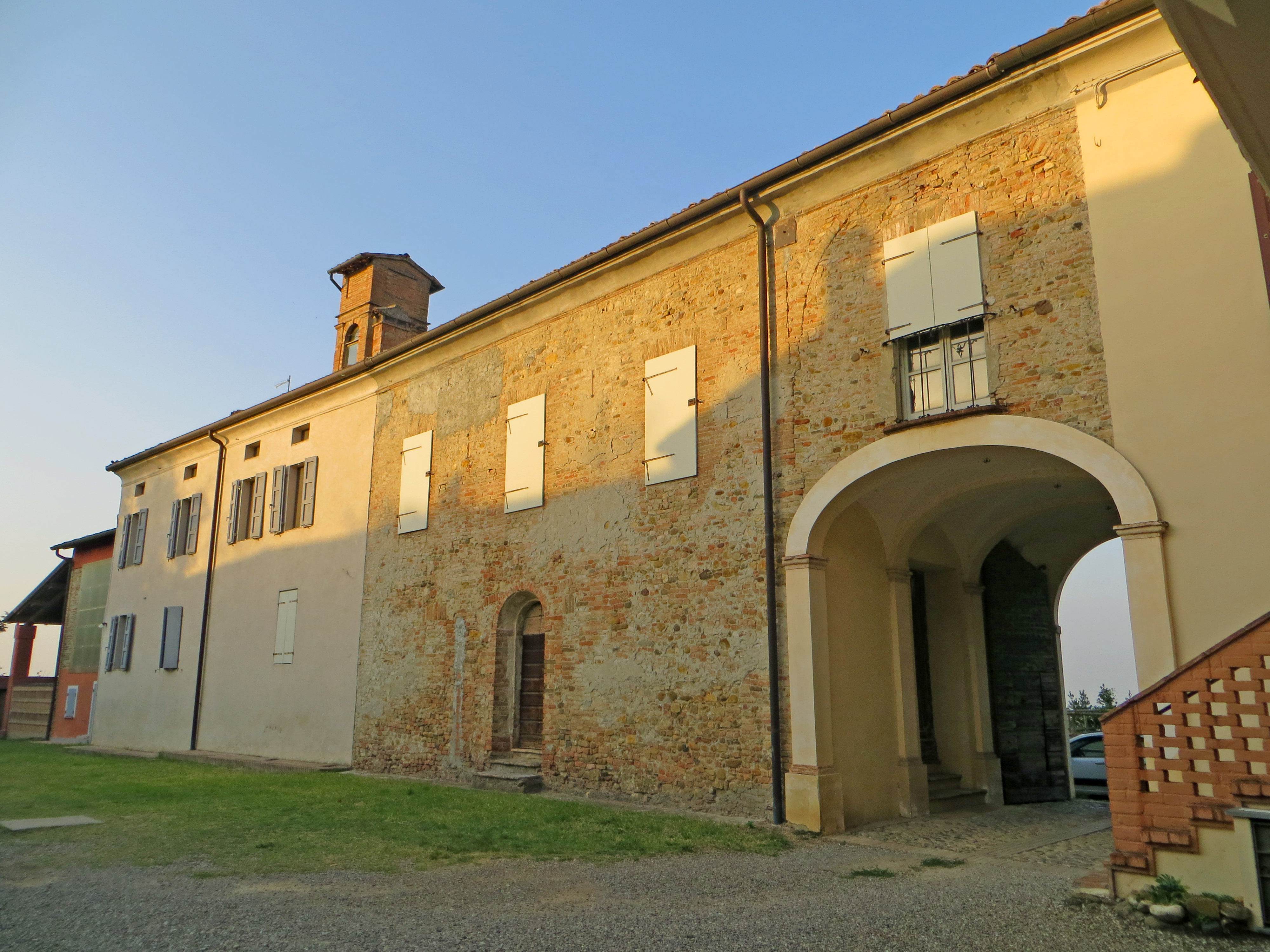
Nordseite des Hofes

Pier Maria II. hinterließ die Burg in seinem Testament von 1464 seinem Sohn Bernardo und in dessen Änderung von 1480 seinem leiblichen Sohn Bertrando, der ziemlich oft in der Burg wohnte. Mit Ausnahme einiger Jahre, in denen Bertrando von Ludovico Sforza gefangen gehalten wurde, behielt er die Burg bis zu seinem Tod 1502, dann fiel sie zusammen mit all seinen Lehen unter die Herrschaft von Troilo I. de’ Rossi, dem Markgrafen von San Secondo.

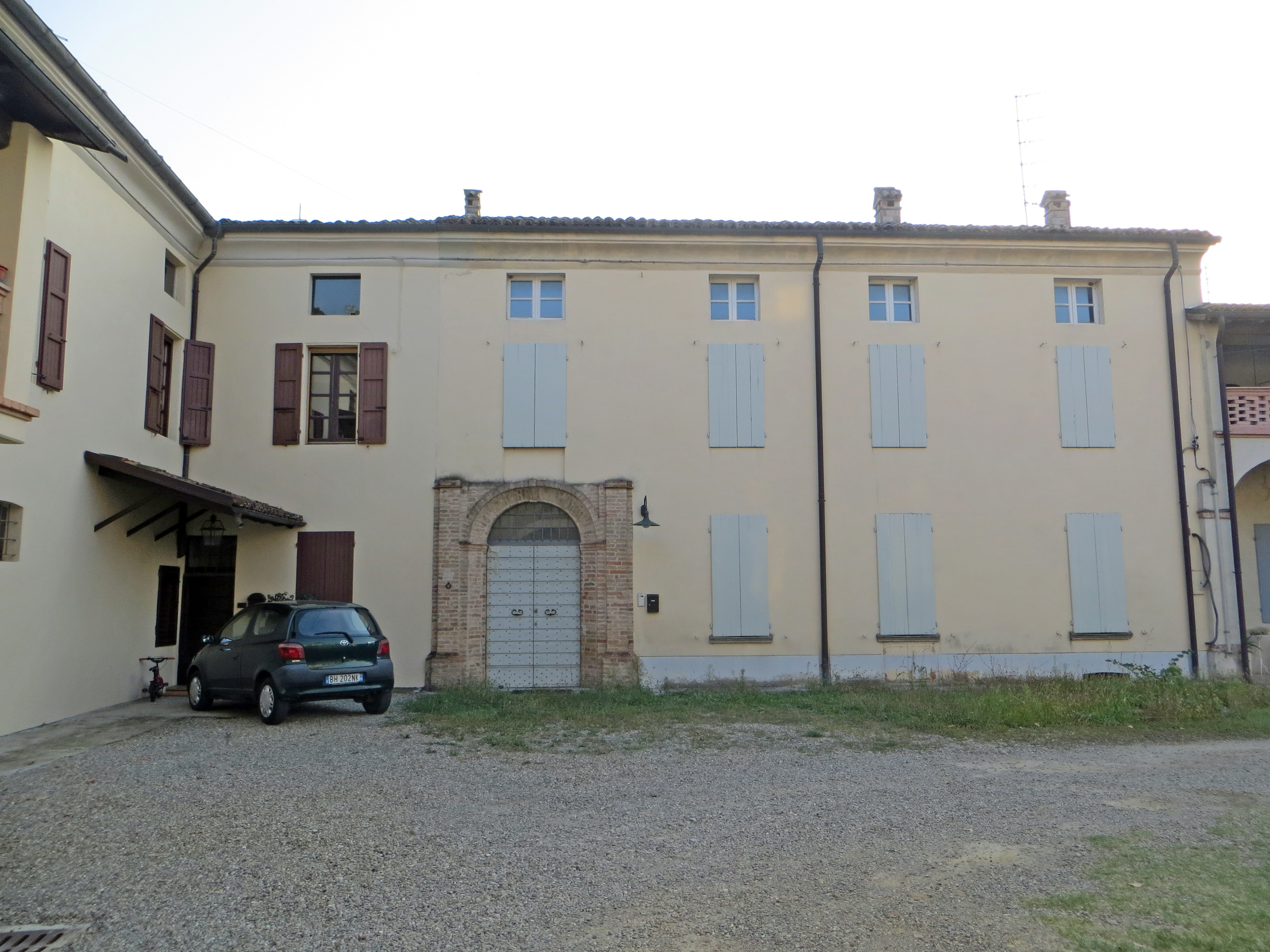
Südseite des Hofes

Die Markgrafen von San Secondo hielten die Burg bis 1635 in ihrem Besitz, dann wurde sie von den Farneses wegen der Militanz Troilos IV. de’ Rossi unter den Insignien der Könige von Spanien, die die Herzöge von Parma hassten, konfisziert.
1653 wurde die Burg an Scipione I. de’ Rossi zurückgegeben, der sie aber 1666, zusammen mit seinen anderen Burgen im Apennin, wegen der desaströsen wirtschaftlichen Situation, in der die Finanzen der Rossis gerieten, an die herzogliche Liegenschaftsverwaltung abgab.
1682 verkauften die Farneses die Burg an den Markgrafen Gian Antonio Canossa aus Pontremoli. Die Canossas ließen die Burg in ein Landhaus umbauen -was es bis heute ist -, das einen Teil der bereits existierenden Gebäude einschloss. Diese Villa wurde dann im 19. Jahrhundert an die Familie Franceschi verkauft und später auf verschiedene Eigentümer aufgeteilt.